# Нурмагомедов, Нурмагомед Магомедович
Нурмагомед Магомедович Нурмагомедов (род. 2 сентября 1970, Сильди, Дагестанская АССР) — украинский самбист, чемпион (1992) и серебряный призёр (1993) чемпионатов Европы, серебряный призёр Кубка мира 1992 в командном зачёте, чемпион мира 1992 года. Выступал в первой средней весовой категории (до 82 кг). Наставниками Нурмагомедов были Пётр Бутрий и Абдулманап Нурмагомедов.
С детства увлекался вольной борьбой. В 1983 году переехал на учёбу в Полтаву, где переключился на самбо и дзюдо. В 1993 году окончил Полтавский университет экономики и торговли.

## Династия
Родственники Нурмагомедова также добились больших успехов в спортивных единоборствах. Брат Абдулманап — мастер спорта СССР по вольной борьбе, Заслуженный тренер России, старший тренер сборной команды Дагестана по боевому самбо, чемпион Украины по дзюдо и самбо. Брат Алекс — мастер спорта СССР по вольной борьбе. Племянник Хабиб — боец смешанных единоборств, чемпион России по боевому самбо (2009), чемпион Европы по армейскому рукопашному бою, чемпион Европы по панкратиону, чемпион мира по грэпплингу по версии NAGA Grappling (2012).